# Slaget vid Łódź (1914)
Slaget vid Łódź var ett slag på östfronten under första världskriget som utkämpades kring staden Łódź i ryska Polen, och varade från den 11 november till den 6 december 1914. Under slaget anföll och besegrade den tyska 9:e armén, under August von Mackensens befäl, de ryska 1:a och 2:a arméerna, men hejdades av ankomsten av den ryska 5:e armén, och tvingades därefter till reträtt. 

## Upptakt
Uppmuntrade av framgångar i Galizien och Polen planerade det ryska överkommandot, Stavka, att genomföra en offensiv mot det tyska Schlesien. Tyskarna lyckades emellertid få information om den förestående operationen, vilket fick den tyske överbefälhavaren Paul von Hindenburg och dennes stabschef Erich Ludendorff, att dra upp planer för en egen offensiv i Polen. Man kom överens om att denna skulle riktas mot området kring staden Łódź, där de 1:a och 2:a ryska arméerna möttes. Uppdraget att utföra anfallet gavs åt tyskarnas 9:e armé, ledd av August von Mackensen.

## Slaget
Den 11 november gick Mackensen till anfall i skarven mellan de ryska 1:a och 2:a arméerna. Under de följande fem dagarna drevs 1:a armén tillbaka nära 80 kilometer, samtidigt som tyskarna omfattade 2:a arméns högra flank och avancerade mot Łódź. Den ryska offensiven mot Schlesien hade inletts den 14 november, men då Stavka insåg vilka svårigheter som 1:a och 2:a arméerna hade råkat ut för, så avbröt de operationen och skickade 5:e armén till 2:a arméns hjälp. Den 19 november anlände 5:e armén till stridsområdet, samtidigt som andra ryska enheter anföll norrifrån och hotade 9:e armén med inringning. Tyskarna lyckades dock hålla sina ställningar för att sedan dra sig tillbaka i god ordning. 

## Efter slaget
Offensiven hade kostat tyskarna drygt 35 000 döda och sårade. De ryska förlusterna var mångdubbelt större och uppgick till nära 90 000 döda och sårade, samt 136 000 tillfångatagna. Även om den tyska offensiven misslyckades, avvärjdes samtidigt det ryska hotet mot Schlesien. Den 6 december drog sig även ryssarna tillbaka från Łódź.

### Webbkällor
- WW1 today - The battle of Lodz (på engelska)